# Mattstedt
Mattstedt ist ein Ortsteil der Landgemeinde Ilmtal-Weinstraße im Nordosten des Landkreises Weimarer Land.

## Lage
Mattstedt liegt in der Nähe der Bundesstraße B 87. 

## Verkehrsanbindung
Nach Mattstedt verkehrt Werktags mehr mals täglich ein Bus der PVG Weimarer Land mit der Linie 287 in Richtung Willerstedt und der Linie 286 Richtung Eckartsberga.

## Geschichte
Der erste Teil des Namens stammt vom slawischen (Stamm der Wengen) mät, das so viel bedeutete wie „mähen, Gemähtes“ bzw. mâd (althochdeutsch) und mât (mittelhochdeutsch) für „Ernte“. Statt, stedt heißt Stätte oder zentraler Platz, was auf eine Entstehungszeit im 3. oder 4. Jahrhundert hinweist. Alte Kirchenbücher verweisen auf ein Adelsgeschlecht, das den Namen Matstat, Mattstedt, Mattstete oder Matstetten führte. Diese waren Popo oder Poppo de Matstete, erwähnt am 20. Mai 1295 und 13. März 1298, Adalbertus de Matstete, erwähnt 1225–1228, Otto gen. Saxo de Matstete, erwähnt 1306, sowie Heinrich von Matstede, erwähnt am 9. Mai 1323. Auf dem Altarkreuz der Marienkirche existiert auch einen Schreibweise aus dem Jahr 1776 als Mattstädt. Nördlich von Mattstedt gibt es eine Wüstung mit Namen Stedten. Das Flurstück wird noch heute so genannt.
Um 1000 wurde mit dem Bau der Mattstedter Marienkirche begonnen. 1218 wurde der Ort erstmals urkundlich, durch eine Schenkung an das Kloster Heusdorf durch Landgraf Albrecht Vitzthume von Apolda, erwähnt. Im Staatshandbuch des Großherzogthums Sachsen-Weimar-Eisenach von 1840 und 1848 wird Matstat sogar schon für 1216 erwähnt. Von 1262 bis 1307 war Mattstedt Sitz des Gunther von Schlotheim – Truchseß von Matstete und seiner Familie. Das älteste Haus im Ort (Grundstück Nr. 130 – heute: Unterdorf 130) war in deren Besitz. Noch heute befinden sich unter dem Keller des Pferdestalles vermeintliche Reste des alten Geheimganges zum Kloster Heusdorf. Neuere Forschungen bezweifeln jedoch diese Baunutzung. Es handelt sich eher um Notkeller, welche im gesamten Ort angelegt wurden, um Notreserven im Fall von Plünderungen einzumauern. Eine Verbindung zur örtlichen Kirche ist bautechnisch aber im Untergrund nachvollziehbar. Die Gewölbereste an der Kirche wurden 2018 beim Sanieren der Friedhoftwege in 50 cm (!) Bodentiefe festgestellt. Der Verlauf entspricht den Vermutungen.
Später gehörte der Ort dem Grafen von Orlamünde und seit dem 14. Jahrhundert denen von Kefernburg. Seit 1437 ist das Lehn der Vitzthume von Rossla belegt.
Mattstedt gehörte seit Mitte des 15. Jahrhunderts zum ernestinischen Amt Roßla, welches 1572 zu Sachsen-Weimar, 1603 zu Sachsen-Altenburg, 1672 wieder zu Sachsen-Weimar und 1741 zu Sachsen-Weimar-Eisenach kam. Während der Thüringer Sintflut stieg am 29. Mai 1613 der Wasserstand der Ilm 6 m über normal. Das gesamte Unterdorf wurde überschwemmt und großenteils zerstört. Ebenso verschwanden die Karpfenteiche, von denen der Name Karwiese erhalten geblieben ist. Insofern handelt es sich bei der heutigen Dorfstruktur um eine Neuansiedelung im Mittel- und Oberdorf auf der Mattstedter Platte.
1634 zogen schwedische Truppen im Dreißigjährigen Krieg durch das Dorf und plünderten die umliegenden Höfe und die Pfarrei, die sie als Quartier nutzten. Die damals geschleifte Kirche wurde 1709 mit dem noch heute erhaltenen Langschiff neu errichtet. Dies war durch Eigenmittel der Einwohner mit Genehmigung des Herzogs von Sachsen-Weimar und zweier Genehmigungsurkunden zur Geldsammlung durch den weimarischen Oberkonsistorialrat und Generalsuperintendenten sowie dem Ortspfarrer Ernst Musäus aus dem Jahr 1707 möglich. Das ledergebundene Sammelbuch mit grüner Schleife ist im Kircharchiv erhalten. Der Name des Sammlers, welcher zwei Jahre unterwegs war, ist nicht überliefert.
Kurzzeitig erfolgte 1799 ein Kohleabbau durch den Pfarrer Wilhelm Christoph Günther mit und im Auftrag des Großherzogs Carl August sowie August Karl von und zu Egloffstein, der im Dienst des Großherzogs stand. Auch Goethe, ein Freund Günthers, besichtigte zu diesem Zweck den Ort; hauptsächlich wegen der in der 'Lettenkohle' enthaltenen Fossilien. Wegen schlechter Qualität der Kohle wurde die Förderung 1801 nach 12.000 geförderten Scheffeln eingestellt. Erhalten blieb lediglich der Ortsteil Poche als Neuwerk. Diese Bezeichnung entstand aber erst nach Beendigung der Bergbauaktivitäten. In der Nachnutzung bis 1806 wurden aus dem Abraum noch verwertbare Rohstoffe, wie Schwefel, Vitriol und Ammonium, gewonnen, indem die Knollen aufgeschlagen, „aufgepocht“, wurden. Im Ortsteil ist heute noch der Straßengasthof und frühere Pferdewechselhof „Zur Poche“ erhalten. Der finanzielle und bauliche Einfluss Goethes bei der Neuerrichtung des für eine kleine Gemeinde doch recht aufwändigen Pfarrhauses, in dem Pfarrer Günther bis zu seiner Nachfolge Herders 1801 in Weimar lebte, ist lediglich überliefert und nur durch örtliche nachfolgende Pfarrer dokumentiert. Belegt ist, dass Goethe die Ilmbrücke an der Poche ausbessern ließ und den Ausbau der Leipziger Straße, einer via popularis, zur Chaussee (heutige Bundesstraße 87) veranlasste, damit diese der Mehrbelastung durch den Kohlentransport 120 Jahre standhalten konnte. Für seine Aufbauleistung bezüglich des Bergbaus wurde Günther 1824 durch Goethe mit einer Medaille geehrt.
Auch 1806 zogen Soldaten durch Mattstedt: fliehende Preußen und die nachrückenden napoleonischen Truppen des Marschalls Louis-Nicolas Davout nach der Schlacht bei Jena und Auerstedt. Bei der Verwaltungsreform des Großherzogtums Sachsen-Weimar-Eisenach kam Mattstedt 1850 zum Verwaltungsbezirk Weimar II (Verwaltungsbezirk Apolda) und 1920 zum Land Thüringen.
Am 31. Dezember 2013 wurde Mattstedt in die neue Landgemeinde Ilmtal-Weinstraße eingegliedert.

## Wappen
Bis 1866 mussten die Einwohner der Nachbargemeinde Zottelstedt in Anbetracht des Fehlens einer eigenen Brücke die Ilmbrücke von Mattstedt nutzen, um nach Apolda zu gelangen bzw. die Ilm zu überqueren. Für die Nutzung der Wege und der Brücke musste stets Zoll gezahlt werden. Dieser Umstand sorgte für bis in die heutige Zeit reichende Zwietracht zwischen beiden Dörfern. Um dem Stolz auf ihre Brücke Rechnung zu tragen, führte Mattstedt (und zum Teil heute wieder) ein Wappen, welches die alte Brücke über die Ilm zeigt, die vom „Biedermann“ von rechts nach links überquert wird, ein Mann im langen Fuhrmannskittel und mit Zylinder auf dem Kopf, in der Hand trägt er einen Stock oder eine Fuhrmannsgerte. Die farbliche Gestaltung ist nicht überliefert, wird aber heute in der abgebildeten Farbgebung genutzt. Die ursprüngliche Fassung im noch erhaltenen Siegel zeigte auf der Brücke eine Heiligenfigur mit Stabkreuz. Vermutet wird eine Darstellung des Heiligen Christopherus oder Nepomuk.
Das Wappen der Herren von Mattstete zeigte bereits im 12./13. Jahrhundert 2 sich abgewendete Schwanenhälse im Schild, darüber eine Schilddecke mit zugewendetem Helm; darüber ein weiterer rechtsgewendeter Schwanenhals.

## Religion
29 % der Einwohner sind evangelisch, 1 % katholisch. Die Protestanten samt der Mattstedter Marienkirche gehören zur Evangelisch-Lutherischen Johannisgemeinde Niederroßla im Kirchenkreis Apolda-Buttstädt der Evangelischen Kirche in Mitteldeutschland. Die wenigen Katholiken gehören zum Pfarramt St. Bonifatius in Apolda, Bistum Erfurt.

## Sehenswürdigkeiten
- Marienkirche (Glockenturm 2006 restauriert – erstmals seit 1636 mit drei Glocken, darunter die neu gegossene Marienglocke) mit historischem Altar, Orgel (um 1800) und Fresken sowie Pfarrhaus
- Rittergut

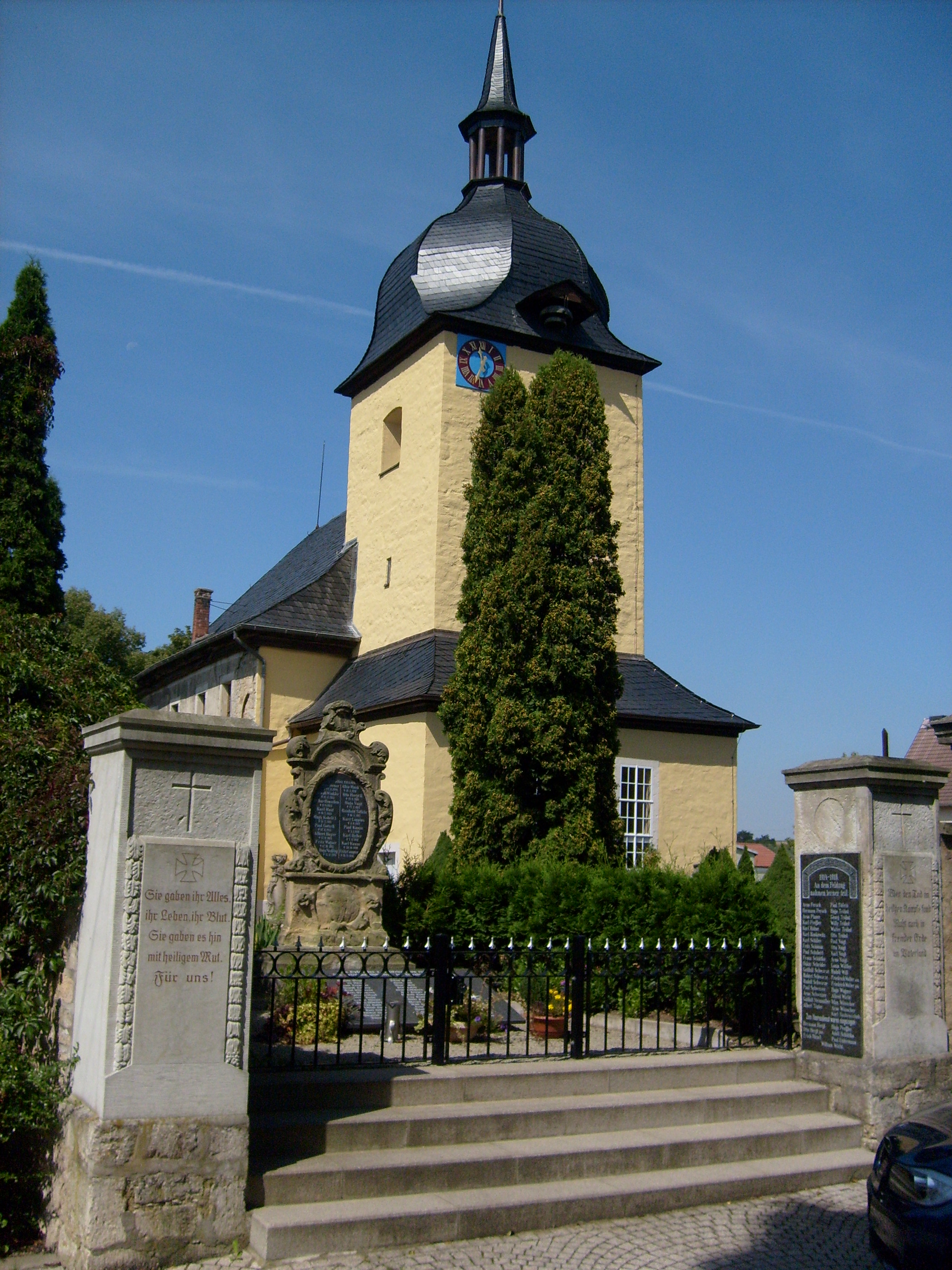
Marienkirche
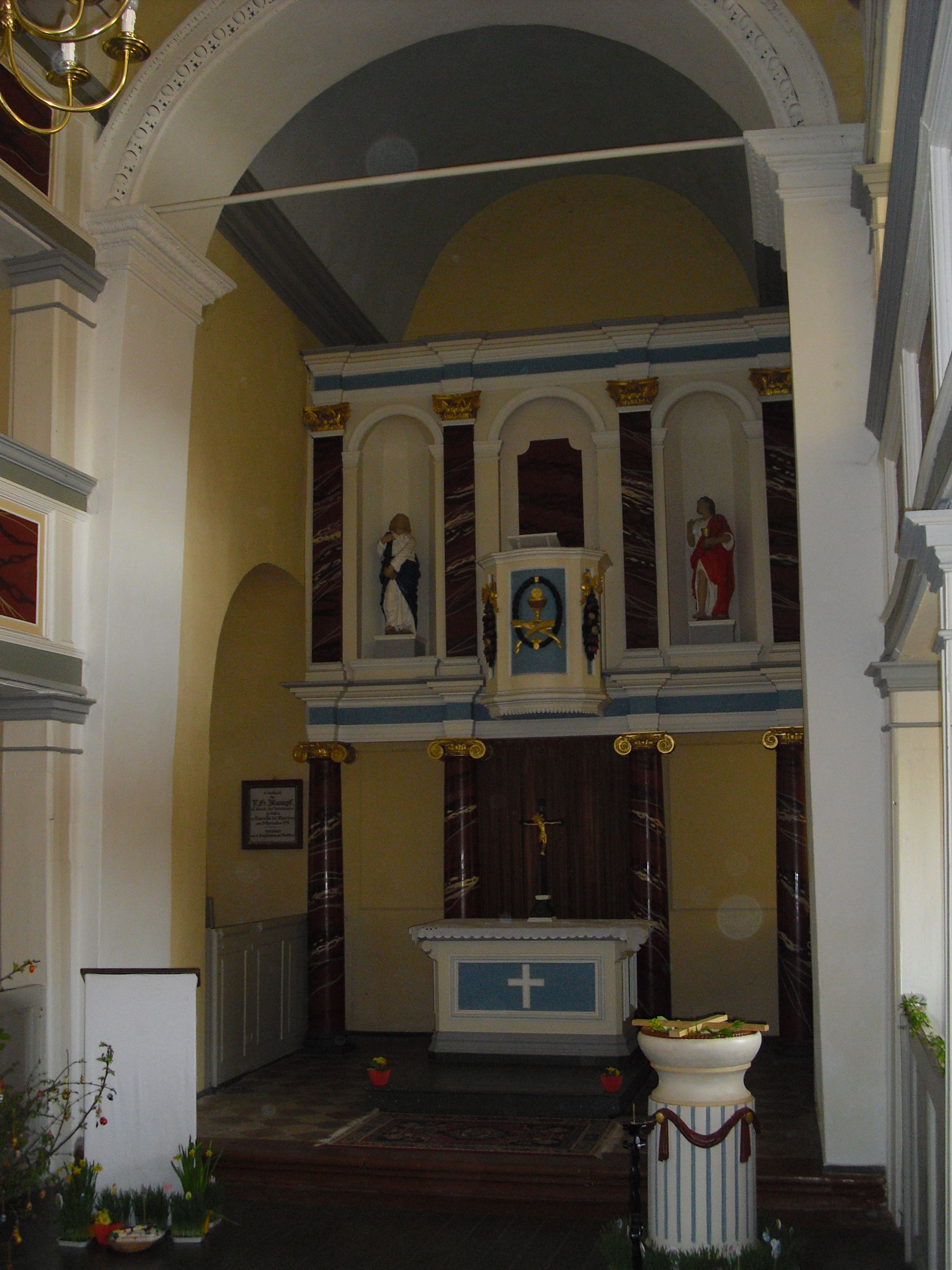
Altarraum der Marienkirche
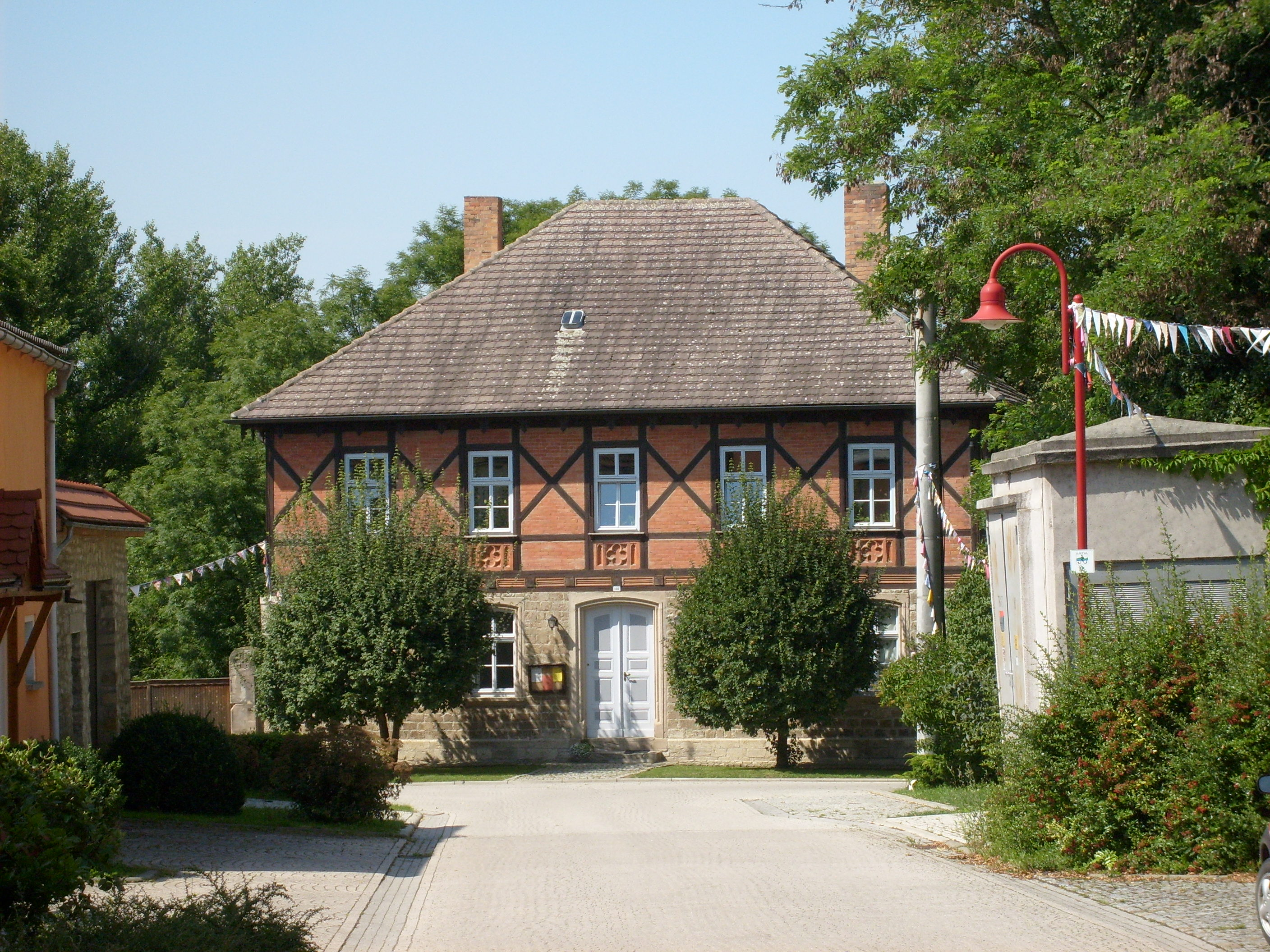
Pfarrhaus
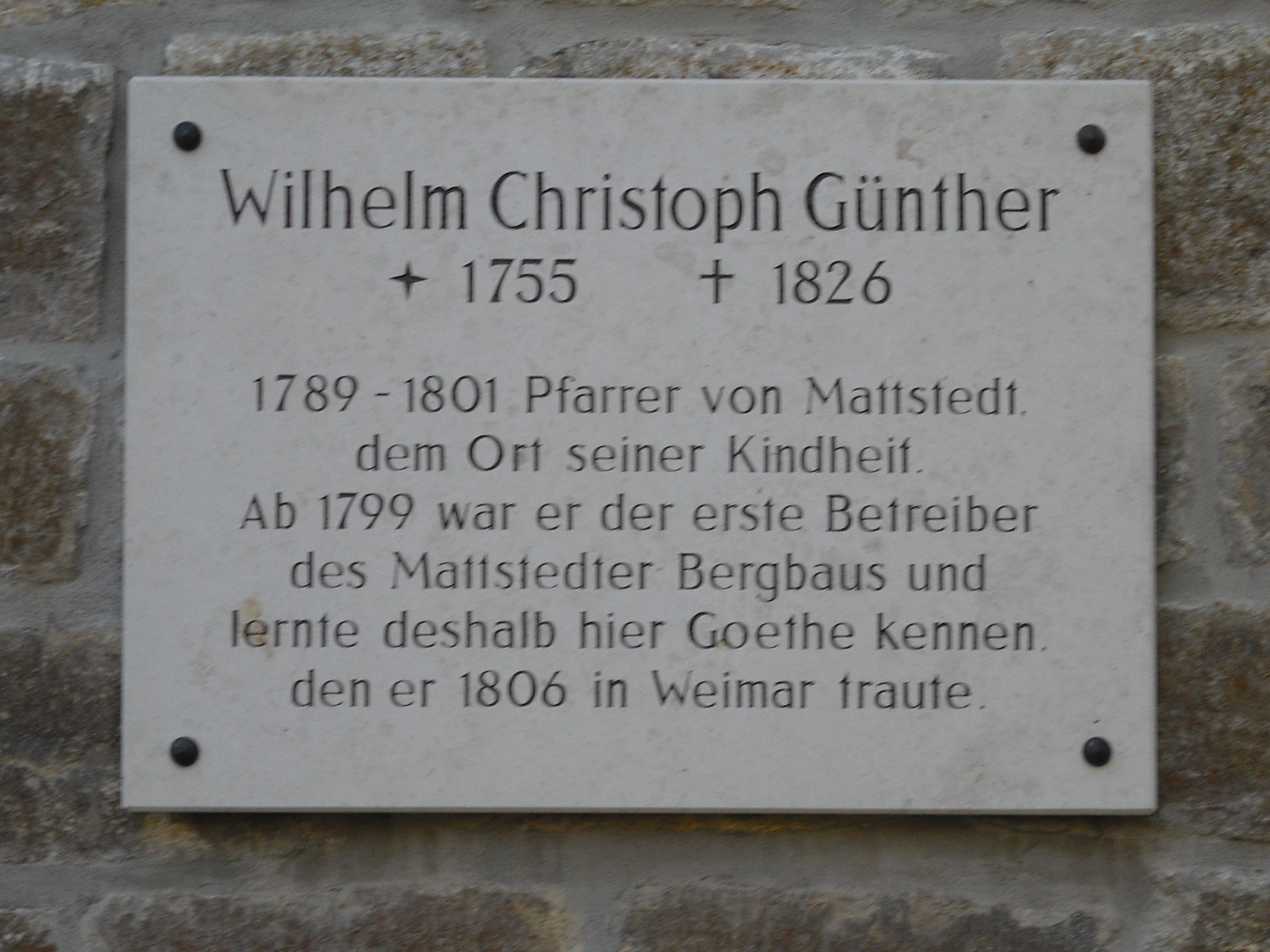
Gedenktafel für Pfarrer Wilhelm Christoph Günther
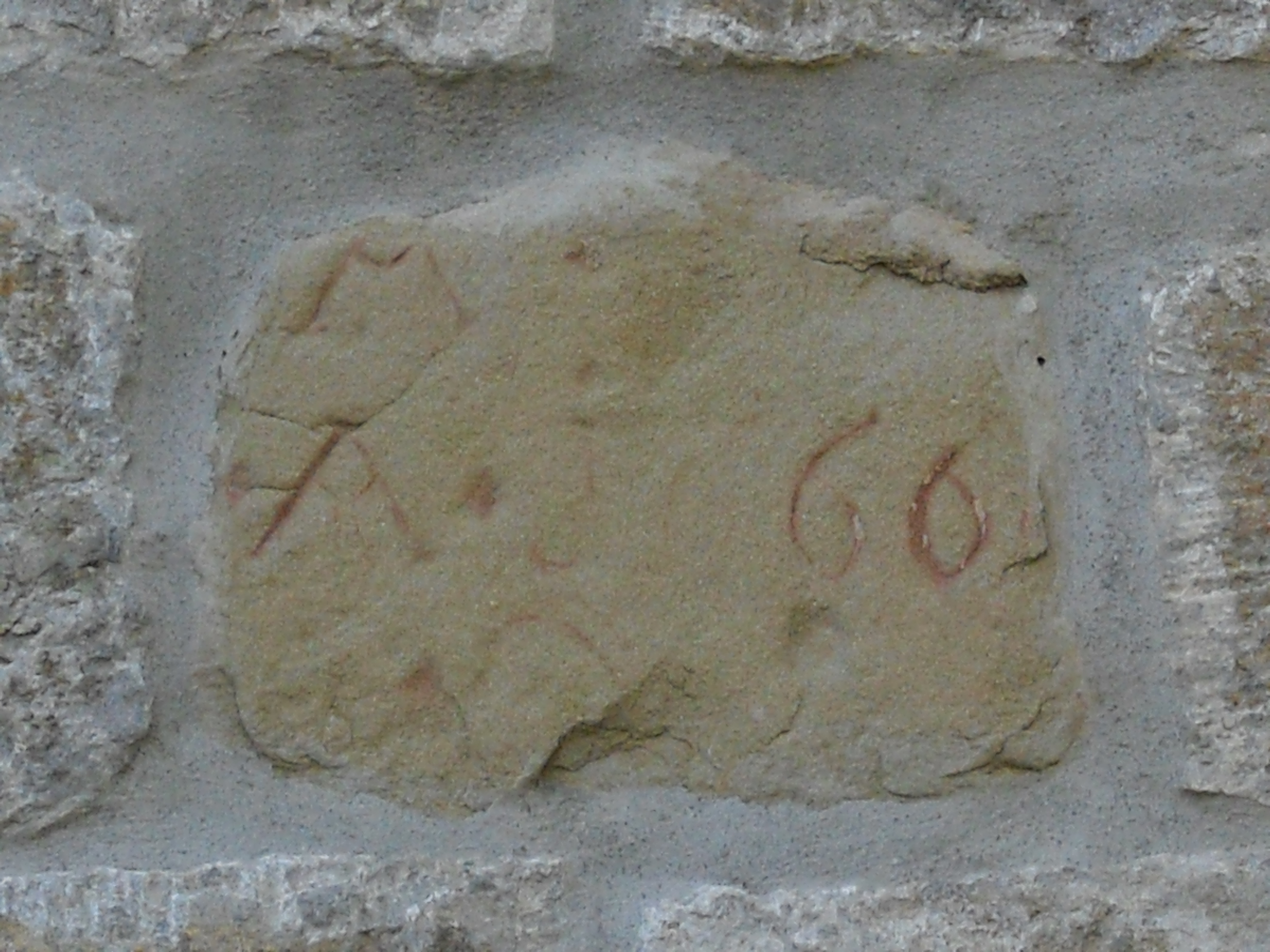
Grundstein des Pfarrhauses mit der Inschrift 1666 (was auch als halbe 8 zu lesen wäre, dann 1444)
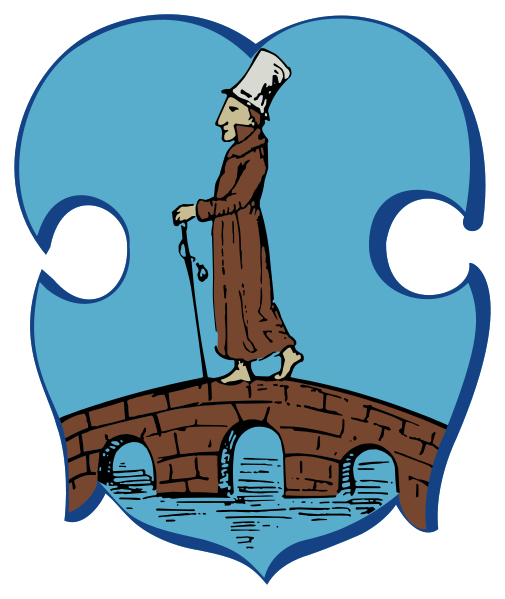
Altes Wappen Mattstedt, Thüringen 1885
Wappen der Herren von Mattstede gemäß Ortschronik

## Kultur, Tourismus, Vereine
Mattstedt hat ein Kulturzentrum, in dem regelmäßig Konzerte (Biba und die Butzemänner) und Festivals stattfinden, wie das „Ilmrockfestival“ oder das „Folk-Festival“. Ferner werden dort die Apoldaer Zuchtschauen für den weltbekannten Dobermann und die Berner Sennhunde abgehalten.
Im ehemaligen Mühlengut (Obermühle) findet mehrfach jährlich ein privat organisiertes, europaweit bekanntes Tango-Festival statt. Wegen des hohen internationalen Besucherandranges weicht man seit 2013 auf das Kulturzentrum aus.
Neben dem Feuerwehrverein und dem Heimatverein engagierte sich in Mattstedt bis 2008 der in ganz Thüringen agierende Verein „Kinder von Tschernobyl“. Seit der Katastrophe 1986 waren hier jährlich ein bis zwei Gruppen von Kindern über mehrere Wochen in der alten Schule und in Gastfamilien zur Erholung untergebracht. Der Verein finanzierte sich hauptsächlich durch Spenden.
Durch Mattstedt führt der von Ilmenau über Weimar kommende und bis zur Saalemündung (Großheringen) führende Ilmtal-Radweg.
Südlich von Mattstedt führt ebenso ein Teilstück der alten Via Regia (Königsstraße), von Weimar kommend, weiter nach Eckartsberga. Parallel dazu führt im Norden die Altstraße (Flurgrenzweg) Weinstraße, eine Via Pastoralis (Kirchenstraße), von Mainz kommend, ins frühere Siedlungsgebiet der Wengen. Die Bezeichnung Weinstraße kommt somit nicht vom Wein, sondern von der ursprünglichen Bezeichnung Via Wintwech, also Wendenstraße. Aus dem slawischen 'Wirit' wurde 'Win' und später das deutsche 'Wein'. Die heutige „Leipziger Straße“ (B 87) war bis zum Ausbau im 18. Jahrhundert lediglich eine Via Popularis, eine ungeschützte Straße für das gemeine Volk.
Für den 25. August 2018 hatten Rechtsextreme ein deutschlandweit beworbenes Rechtsrockkonzert auf einem ehemaligen Industriegelände des Ortes angemeldet, dessen Zustandekommen jedoch einige Stunden vor Beginn vom Amtsgericht Apolda durch Verbot der Nutzung dieser Fläche verhindert wurde. Ungeachtet dessen fand das von Bürgergruppen und Vereinen dagegen organisierte Demokratiefest trotzdem statt, an dem sich u. a. auch der thüringische Ministerpräsident Bodo Ramelow und Innenminister Georg Maier beteiligten.

## Wirtschaft
- mehrere mittelständische Betriebe
- private Kleinbauern mit Ansätzen zu biologischer Landwirtschaft
- landwirtschaftliche Hauptnutzung durch Agrargenossenschaft Rannstedt
- große Industrieruine: ehemalige Färberei, danach Lacufa (Lacke und Farben), nach der Wende reprivatisiert, später Insolvenz

## Persönlichkeiten

### Ehrenbürger
- Ken Roczen (* 1994), Motocrossfahrer, ernannt am 14. Oktober 2011
- Elke Röcker, ernannt am 3. Oktober 2013

### Söhne und Töchter der Stadt
- Walther Tröge (1887 oder 1888–1955), Volkswirt, Schriftsteller, Genealoge und thüringischer Mundartautor
- Christine Laser geb. Bodner (* 1951) in Mattstedt, ehemalige deutsche Leichtathletin, (Fünfkämpferin), verheiratet mit Jürgen Laser, 1973 Deutscher Meister (DDR) in 400 m Hürden
- Ken Roczen (* 1994), Motocrossrennfahrer
- Phillip Tonn (* 2006), Motorradrennfahrer

### Personen, die mit dem Ort in Verbindung stehen
- Wilhelm Christoph Günther (1755–1826), Theologe, Autor von Kindermärchen, später Hof- und Garnisonsprediger und Oberkonsistorialrat in Weimar, traute 1806 in Weimar in der Jakobskirche Johann Wolfgang von Goethe (1749–1832) und Christiane Vulpius (1765–1816)
- Johann Friedrich Gottlieb Köhler, Theologe (Pfarrer von 1821–1855) und Schriftsteller